# 열려라 참깨

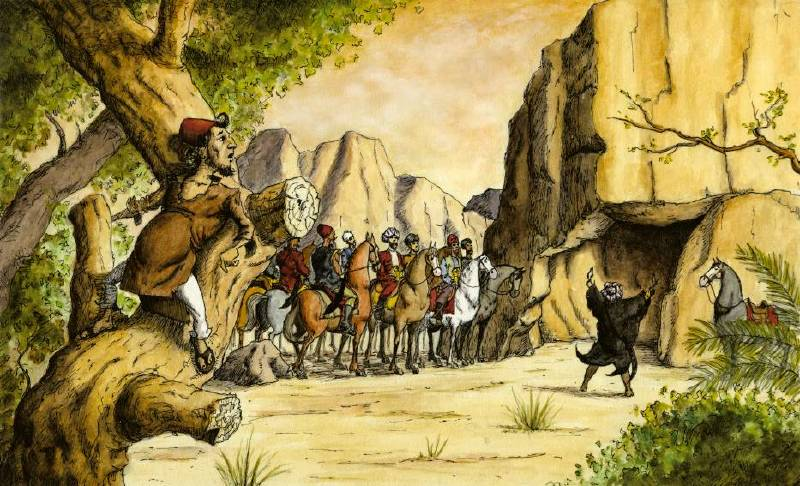
"열려라 참깨" 라고 외치는 도둑들을 엿듣고 있는 알리바바

열려라 참깨는 천일야화 중 '알리바바와 40인의 도둑' 이야기에 나오는 주문이다. 도둑들이 보물을 숨겨둔 동굴 문 앞에서 이 주문을 외우면 문이 열린다. 잠긴 문을 여는 주문의 대표적인 예로 쓰이며 많은 창작물에서 오마주되어 나타난다.

## 어원
‘참깨’라는 주문은 앙투안 갈랑이 프랑스어로 번역한 《천일야화》(1704~1711)에 처음 등장한다. (Sésame, ouvre-toi) 여기서는 알리바바가 도둑의 주문을 듣는다. 그러나 그의 형은 주문을 제대로 기억하지 못하고 참깨와 비슷한 다른 곡물과 혼동해 동굴에 갇히게 된다.
참깨가 익으면서 꼬투리가 열리는 모습이 보물의 문이 열리는 것을 상징한다는 해석이 있다. 고대 바빌론에서 참깨 기름을 주술에 사용하기도 했다. 한편 sésame의 어원이 참깨가 아니라 히브리어 šem(‘(신의) 이름’)을 반복한 단어, 또는 카발라에서 쓰이는 단어 šem-šāmayīm(‘하늘의 이름으로’)라는 주장도 있다.

## 같이 보기
- 아브라카다브라